# Mistrzowie strongman: Kanada
Mistrzowie strongman: Kanada (Canada’s Strongest Man) – indywidualne, doroczne zawody siłaczy, organizowane w Kanadzie od 1999 r.

## Mistrzowie
| Rok  | Mistrz              | Wicemistrz          | Drugi Wicemistrz    |
| ---- | ------------------- | ------------------- | ------------------- |
| 1999 | Hugo Girard         | Ed Brost            | Ginaud Dupuis       |
| 2000 | Hugo Girard         | Jessen Paulin       | Geoff Dolan         |
| 2001 | Hugo Girard         | Travis Lyndon       | Jessen Paulin       |
| 2002 | Hugo Girard         | Jessen Paulin       | Travis Lyndon       |
| 2003 | Hugo Girard         | Jessen Paulin       | Geoff Dolan         |
| 2004 | Hugo Girard         | Jessen Paulin       | Travis Lyndon       |
| 2005 | Jessen Paulin       | Travis Lyndon       | Dominic Filiou      |
| 2006 | Jessen Paulin       | Dominic Filiou      | Louis-Philippe Jean |
| 2007 | Dominic Filiou      | Jessen Paulin       | Hugo Girard         |
| 2008 | Louis-Philippe Jean | Jean-François Caron | Christian Savoie    |
| 2009 | Christian Savoie    | Louis-Philippe Jean | Jean-François Caron |